# Pitkäjärvi (sjö i Parikkala, Södra Karelen)
Pitkäjärvi är en sjö vid finsk-ryska gränsen. Den finländska delen ligger i kommunen Parikkala i landskapet Södra Karelen i Finland. Arean är 35 hektar och strandlinjen är 3,17 kilometer lång. Sjön  ingår i Hiitolanjokis huvudavrinningsområde.   Den ligger omkring 88 kilometer nordöst om Villmanstrand och omkring 290 kilometer nordöst om Helsingfors. 